# Elio Augusto Di Carlo
Elio Augusto Di Carlo (Amatrice, 2 settembre 1918 – Cantalupo in Sabina, 27 luglio 1998) è stato un medico, ornitologo, storico e naturalista italiano.

Fondatore, nel 1975 insieme a Ferrante Foschi, Gino Fantin e Gianfranco Geronzi, della Società Ornitologica Italiana (comunemente abbreviata SOI), un'associazione avente il fine di promuovere gli studi ornitologici: ricerca sistematica, comportamentale, sul campo e gli studi di osservazione diretta. 

Fondatore, nel 1976, della rivista scientifica di ornitologia Gli Uccelli d'Italia della quale conservò la carica di direttore fino alla sua scomparsa.

## Biografia
Nacque a Retrosi, frazione di Amatrice, un piccolo villaggio posto a 1000 metri s.l.m. alle pendici dei Monti della Laga.
(da Alle pendici della Laga, E.A. Di Carlo)
Laureato in medicina e chirurgia, presso l'Università di Roma "La Sapienza", esercitò per oltre quarant'anni la professione di medico, dei quali, trentacinque nel piccolo centro di Cantalupo in Sabina (dove prese servizio il 10 giugno 1954), in provincia di Rieti. Specialista in pediatria, diresse per oltre trent'anni i Consultori dell'Opera Nazionale Maternità e Infanzia in vari comuni della provincia. Dopo la Riforma Sanitaria fu Caposervizio del Materno Infantile dell'USL/RI/02 di Poggio Mirteto. Nel 1998 morì a Cantalupo in Sabina e fu sepolto a Rivodutri, il paese della moglie Barbara, ai piedi del monte Rosato.

### Ornitologia e incontro con Edgardo Moltoni

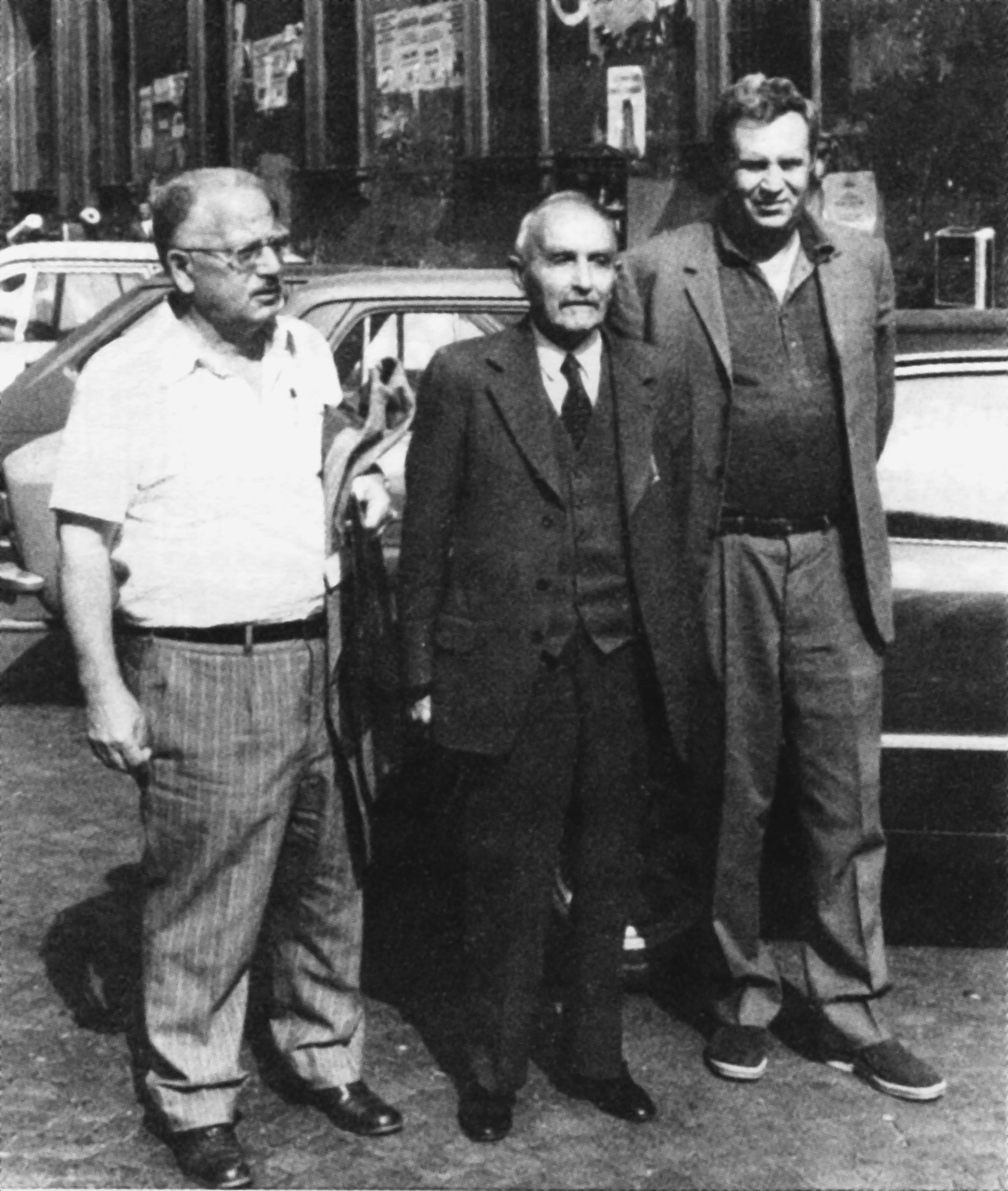
Da sinistra, Elio Augusto Di Carlo con Edgardo Moltoni e Annibale Tornielli di Crestvolant, Milano 1979.

Si dedicò già da giovane alle scienze naturali e in particolar modo all'ornitologia. Le zone dell'Appennino centrale furono i luoghi delle sue prime ricerche.
Fu uno dei pochi ornitologi della scuola di Edgardo Moltoni.
(E.A. Di Carlo riferendosi al suo primo "incontro" cartaceo con quello che sarà il suo maestro (ndr))
Moltoni, direttore del museo Civico di Storia Naturale di Milano, fu l'ornitologo di indiscussa fama che nel 1931 riprese la pubblicazione di quella Rivista Italiana di Ornitologia (comunemente abbreviata RIO), già fondata da Alessandro Ghigi, Ettore Arrigoni degli Oddi, Filippo Cavazza, Francesco Ghigi, Giacinto Martorelli, Tommaso Salvadori e stampata per la prima volta a Bologna nel 1911, che Moltoni dirigerà per circa cinquant'anni (1922-1951).
Il primo incontro tra i due si ebbe in occasione di un congresso a Genova nel 1950, da lì scaturì una collaborazione di circa quarant'anni, di stima e amicizia reciproca e di intensi scambi epistolari. Gli incontri nei molteplici congressi si alternarono talora a ricerche sul campo costituite da lunghe escursioni effettuate anche con passeggiate dopo cena, riservate agli uccelli notturni.
(E.A. Di Carlo)

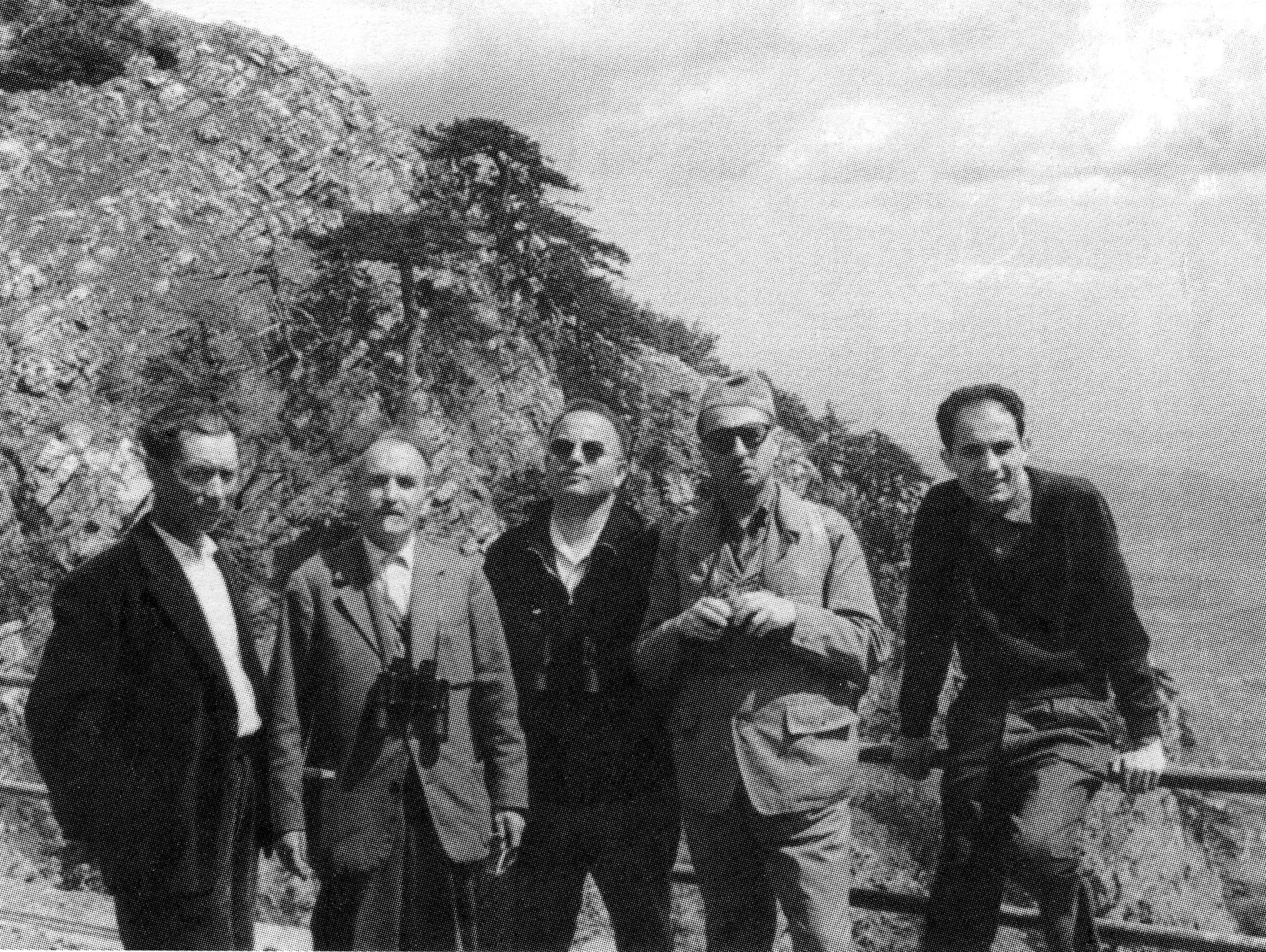
Di Carlo, al centro, in un'escursione al monte Pollino nel 1960 con il prof.Moltoni, l'avv.Sevesi e il dott.Incoronato (sullo sfondo un pino loricato).

Le due personalità erano diverse, autonome: per Di Carlo, il direttore del Museo di Milano sarà sempre "il professore", il maestro di indiscussa autorità scientifica, l'ornitologo per antonomasia ed egli si considererà sempre un suo allievo.
Nel 1971, dopo Toschi, venne chiamato da Moltoni nella redazione della Rivista insieme ad Antonino Trischitta e Sergio Frugis.
Con Moltoni, Di Carlo fu uno dei decani dell'ornitologia moderna italiana, quella che dal primo dopoguerra ha iniziato il suo cammino su basi scientifiche, ecologiche e che affrancandosi dal mondo venatorio ha posto le basi in Italia per crescere come branca autonoma della zoologia.
Nel 1976, quale autorevole rappresentante della tradizione ornitologica italiana, verrà chiamato a dirigere Gli Uccelli d'Italia (comunemente abbreviata UDI), rivista e organo ufficiale della Società Ornitologica Italiana (S.O.I.):
(Elio Augusto Di Carlo, I° numero degli Uccelli d’Italia, lettera indirizzata ai lettori, luglio 1976)
La rivista avrà sede presso il Museo Naturalistico di Ravenna, nello storico palazzo della Loggetta Lombardesca. Manterrà la carica di direttore fino all'anno della sua scomparsa nel 1998, quando gli succederà Giancarlo Moschetti.
Tra le singole specie maggiormente studiate ricordiamo l'Aquila, il Capovaccaio, il Piviere tortolino, il Fringuello alpino, il Venturone, il Canapino pallido, la Monachella, il Picchio dalmatino, il Picchio muratore, il Picchio nero, il Picchio di Lilford, il Cuculo dal ciuffo, la Casarca, la Cannaiola di Blyth, il Frosone, ecc.

#### Galleria fotografica delle specie studiate

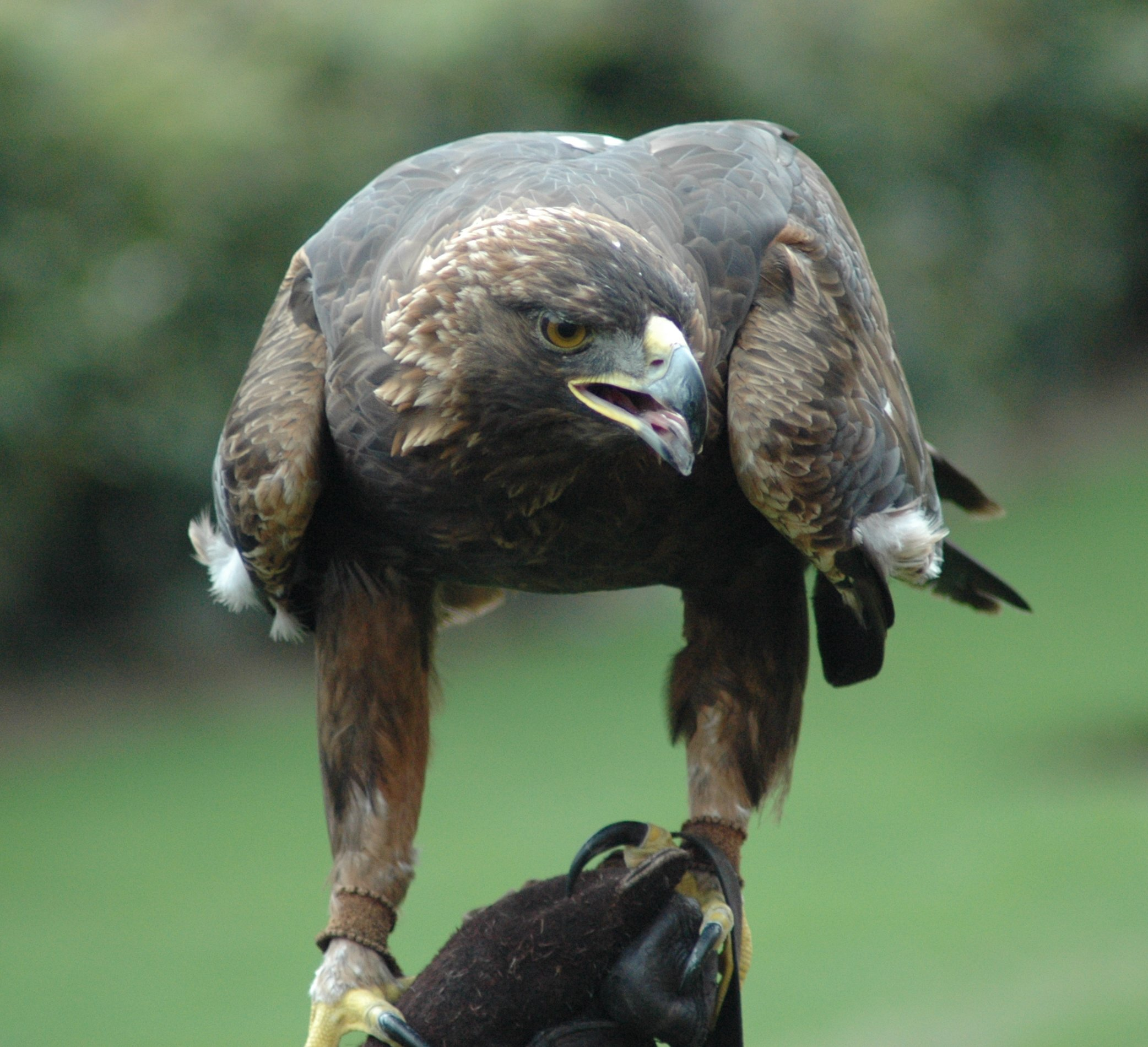
Aquila chrysaetos
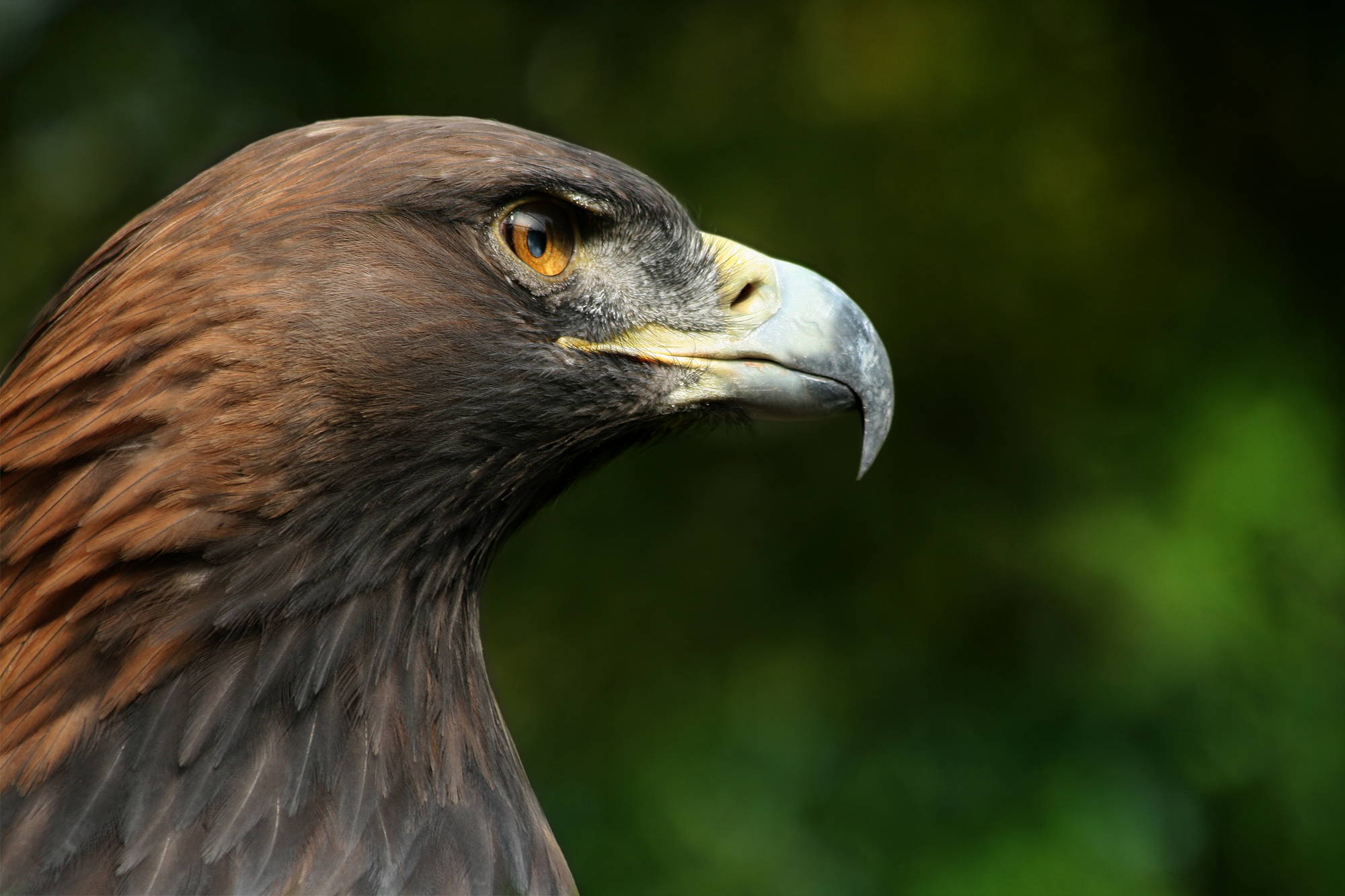
Aquila chrysaetos
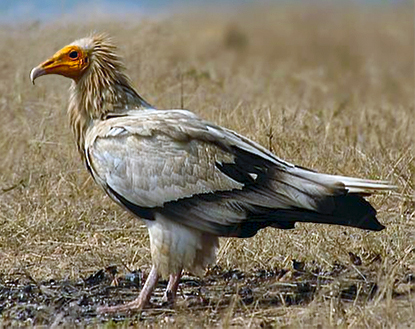
Neophron percnopterus
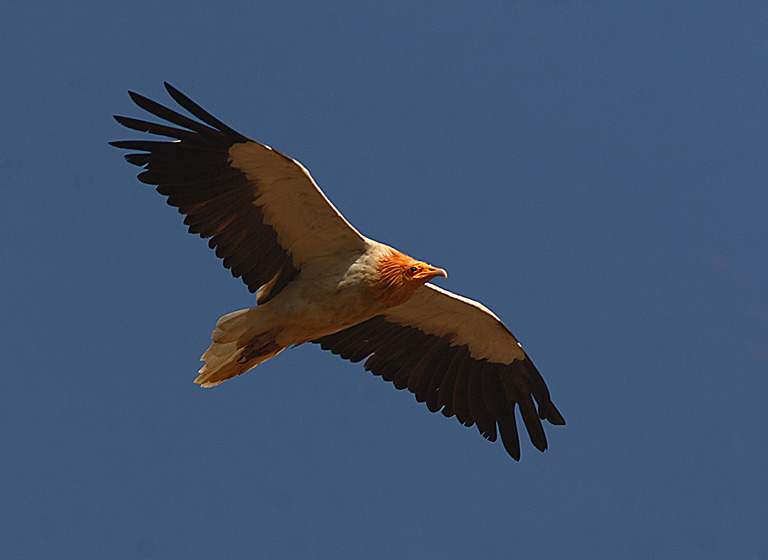
Neophron percnopterus
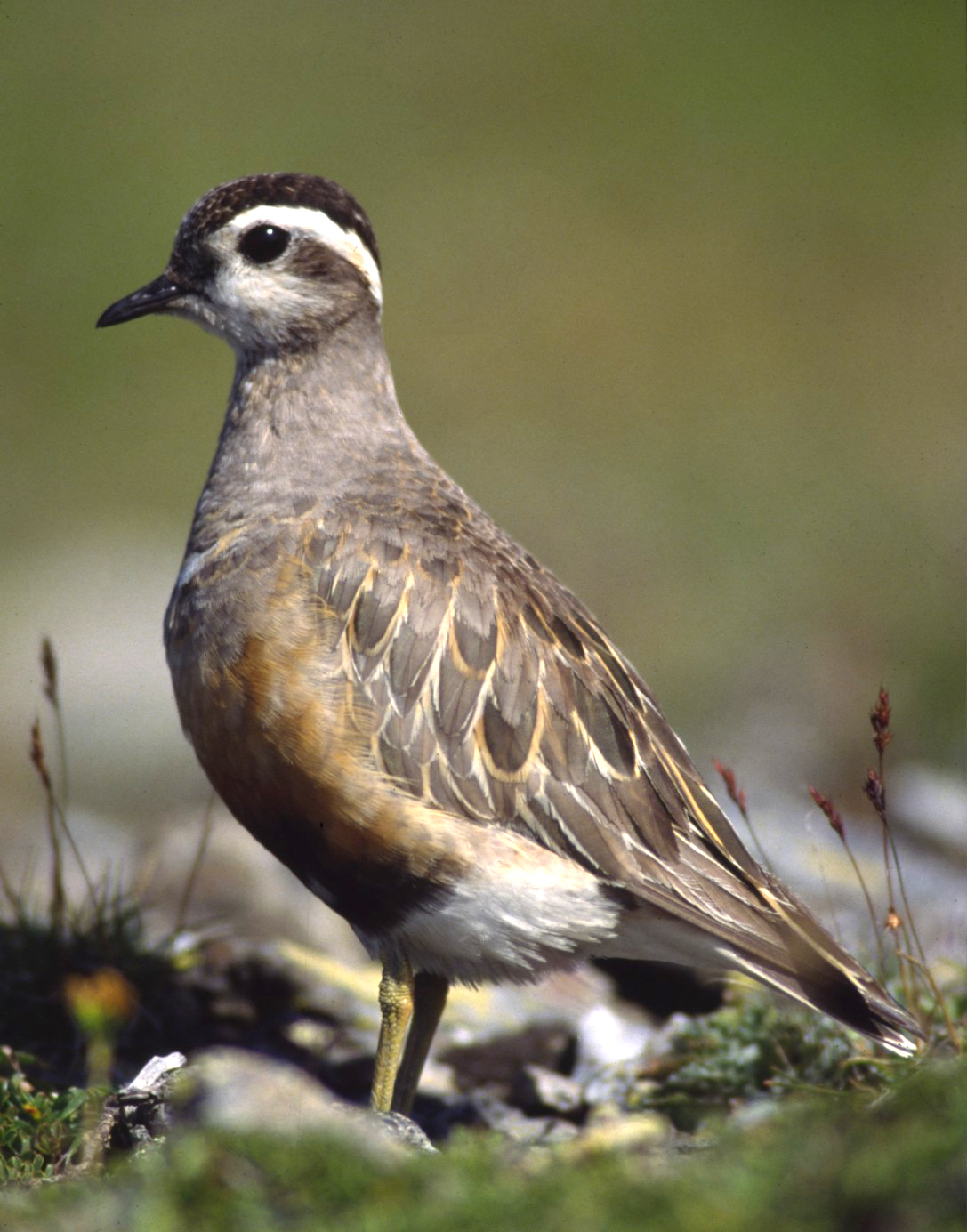
Charadrius morinellus
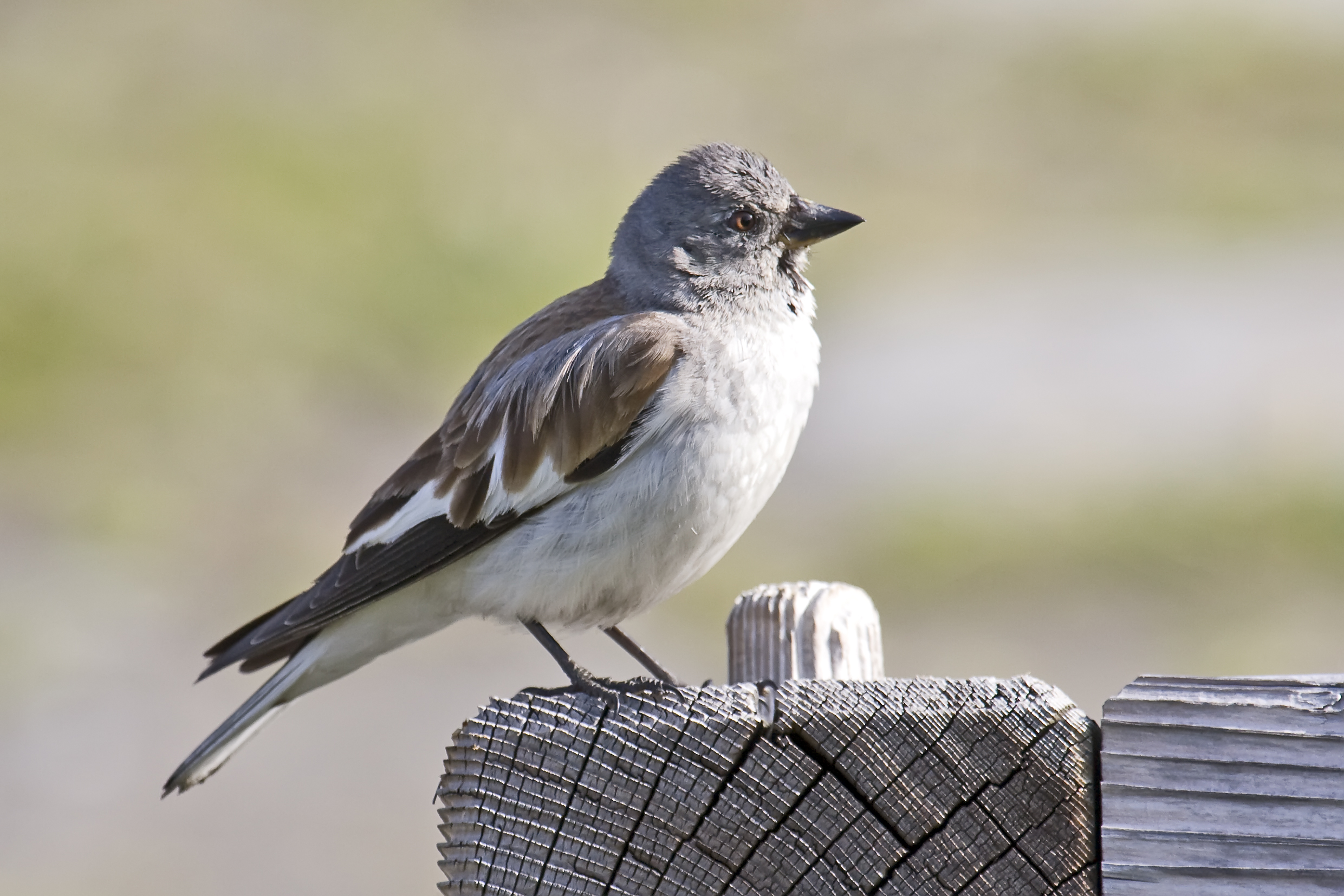
Montifringilla nivalis
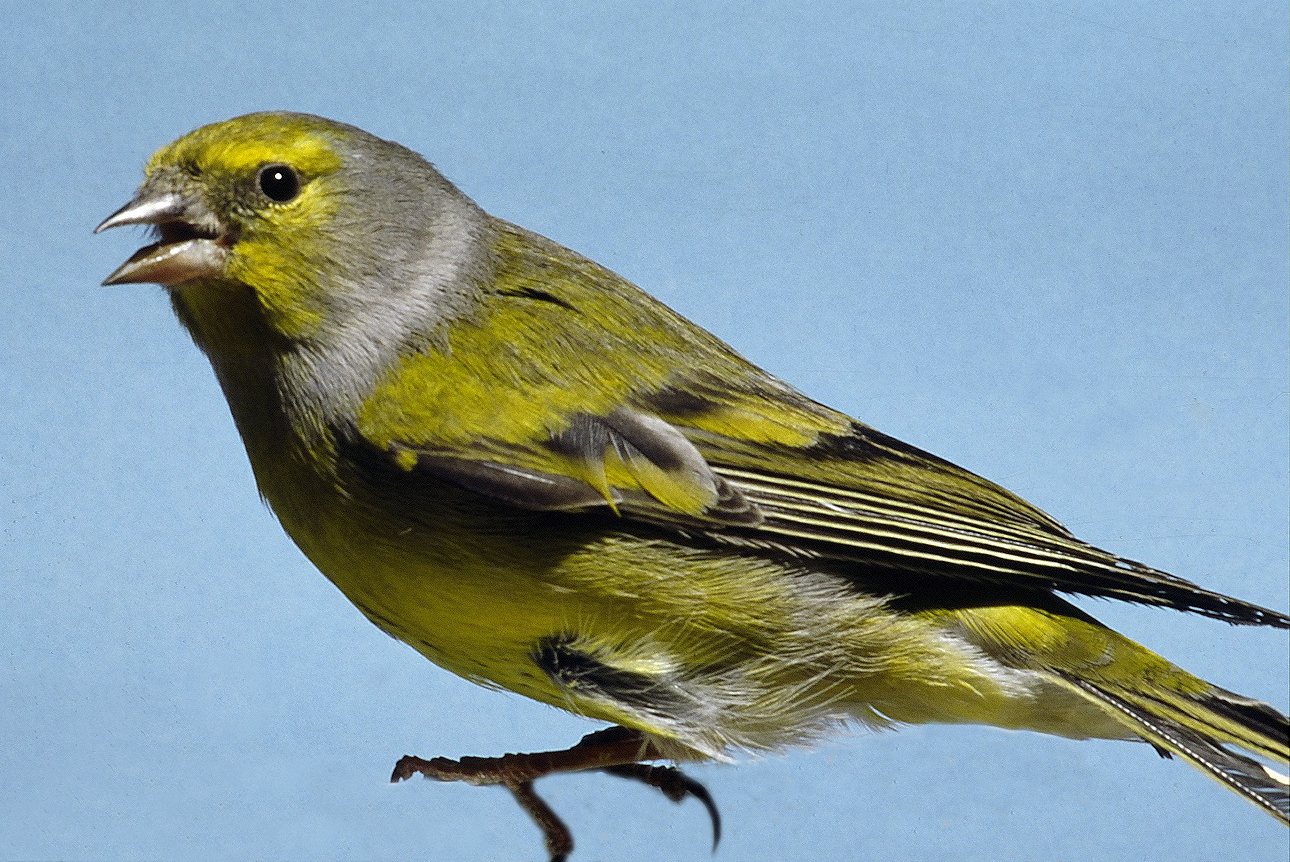
Serinus citrinella
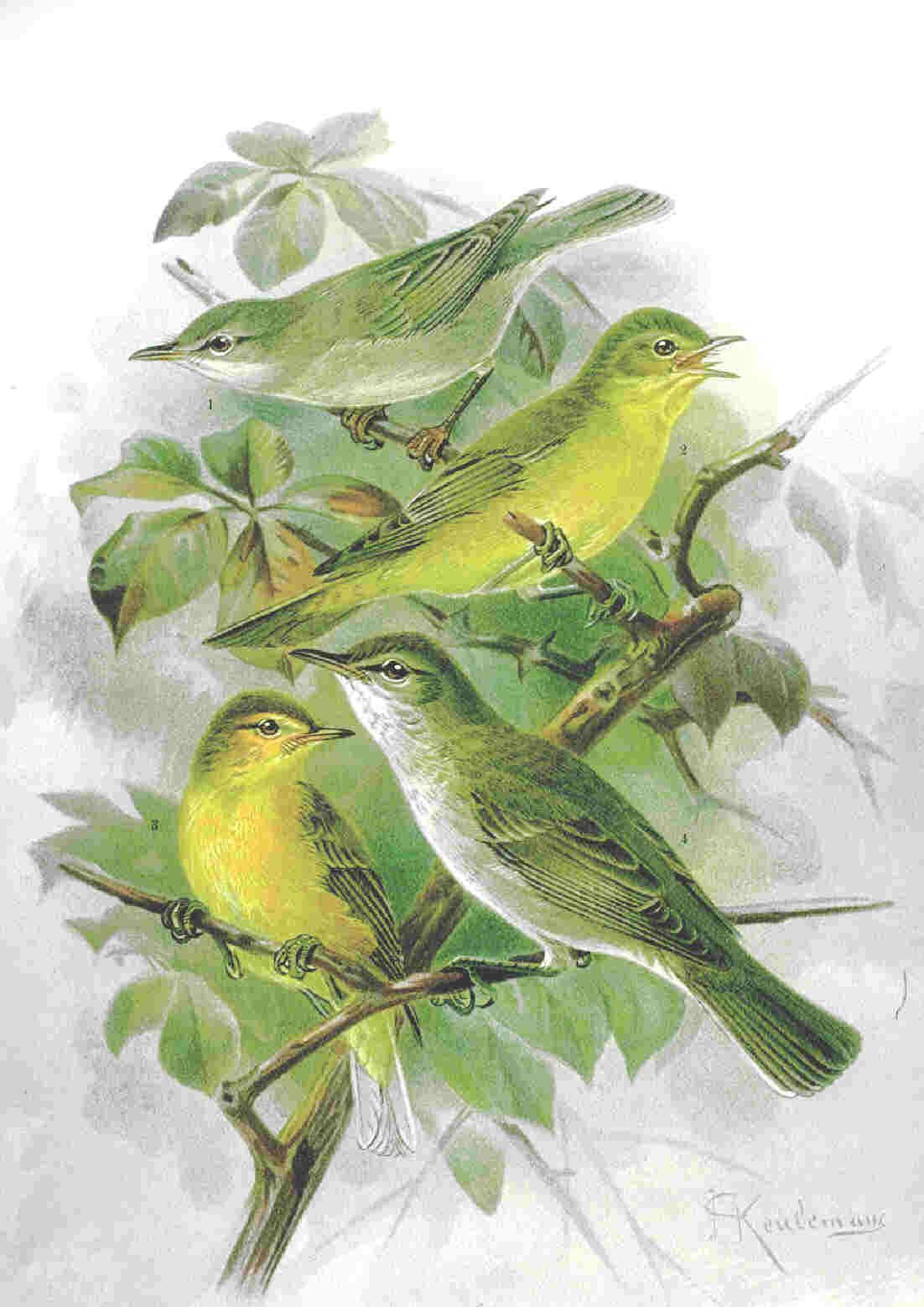
Hippolais polyglotta
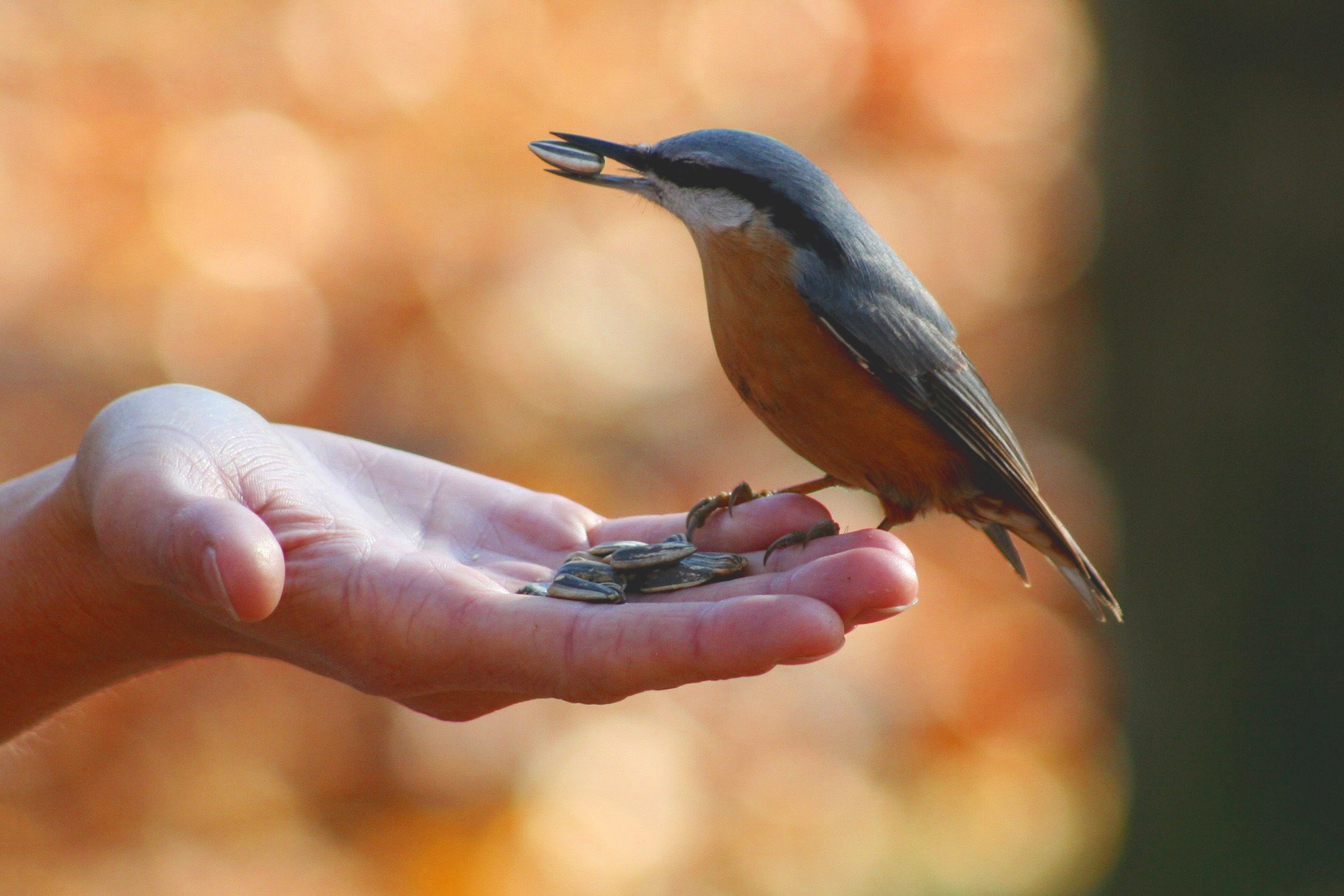
Sitta europaea
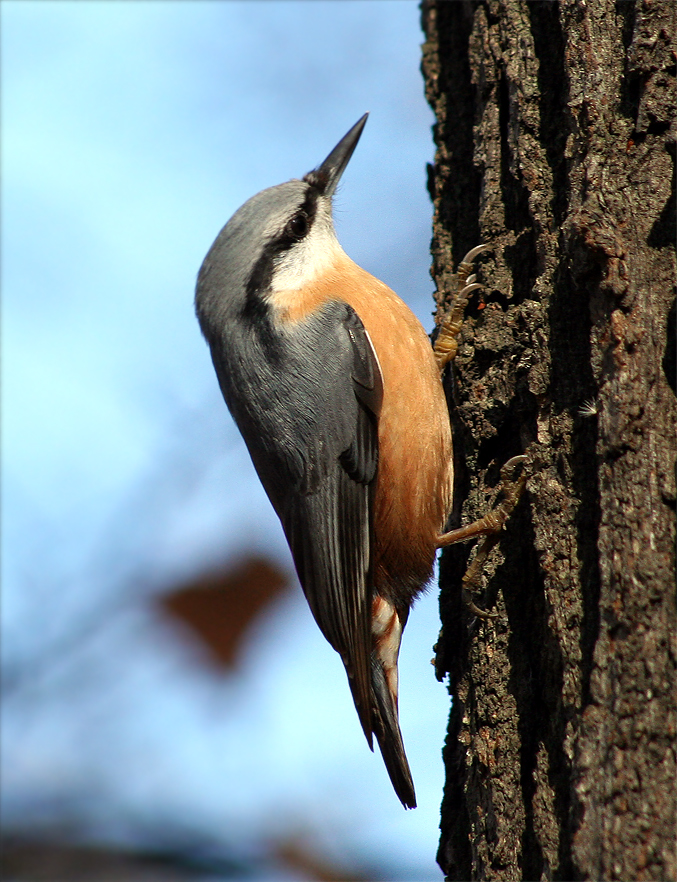
Sitta europaea
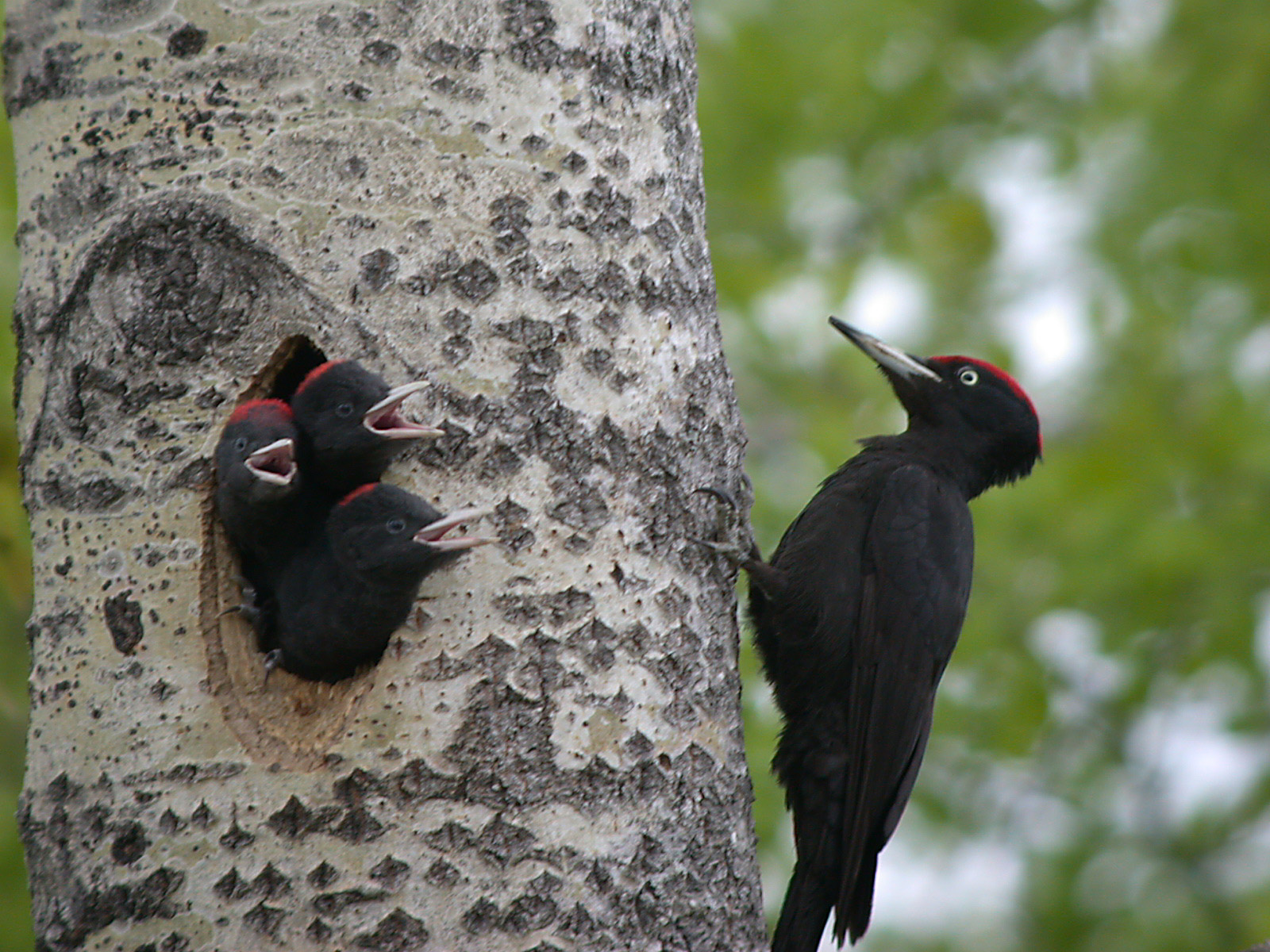
Dryocopus martius
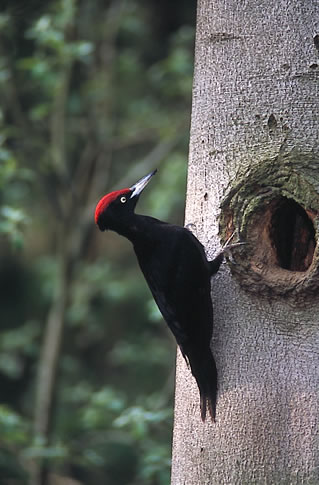
Dryocopus martius
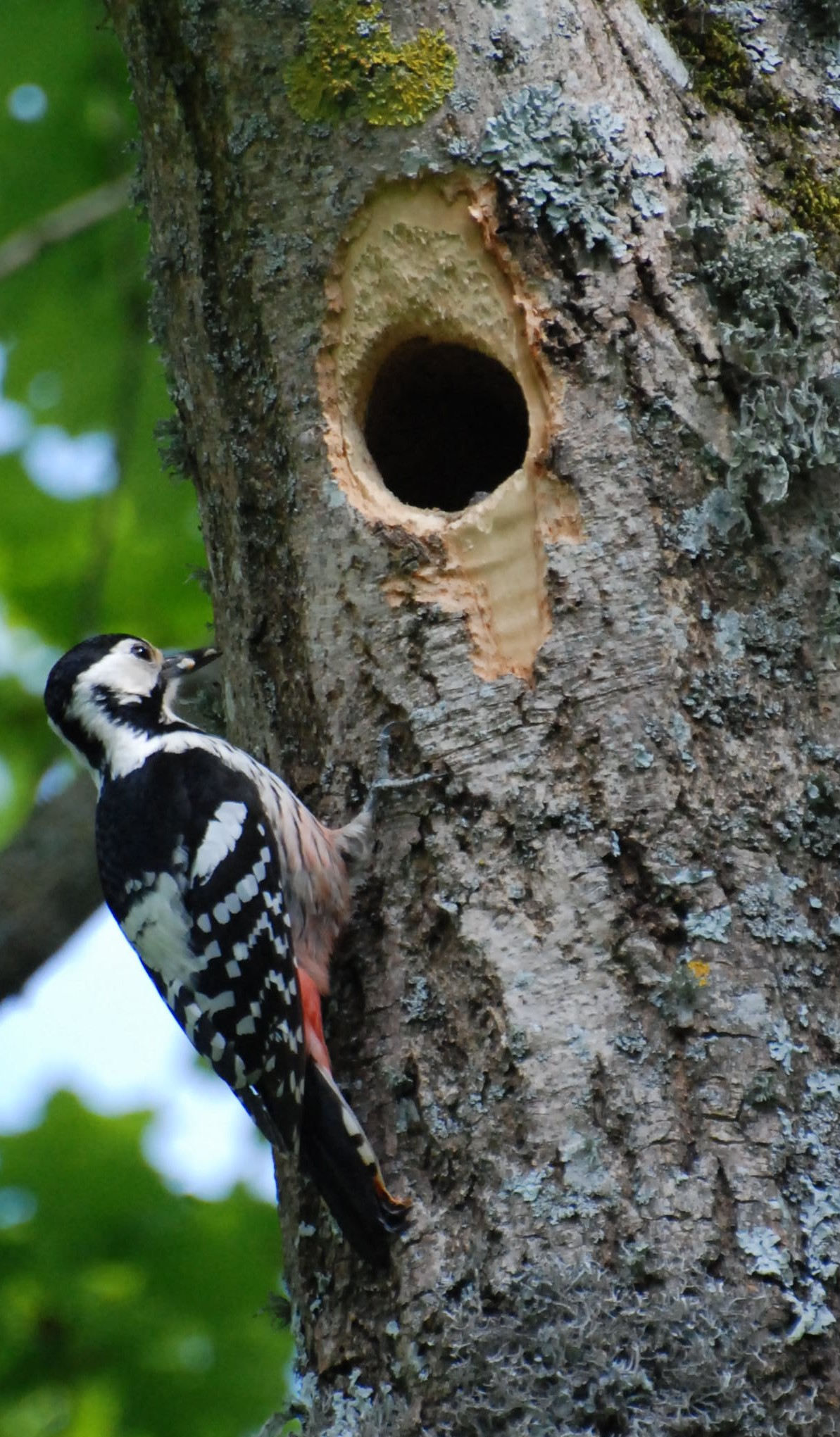
Dendrocopos leucotos
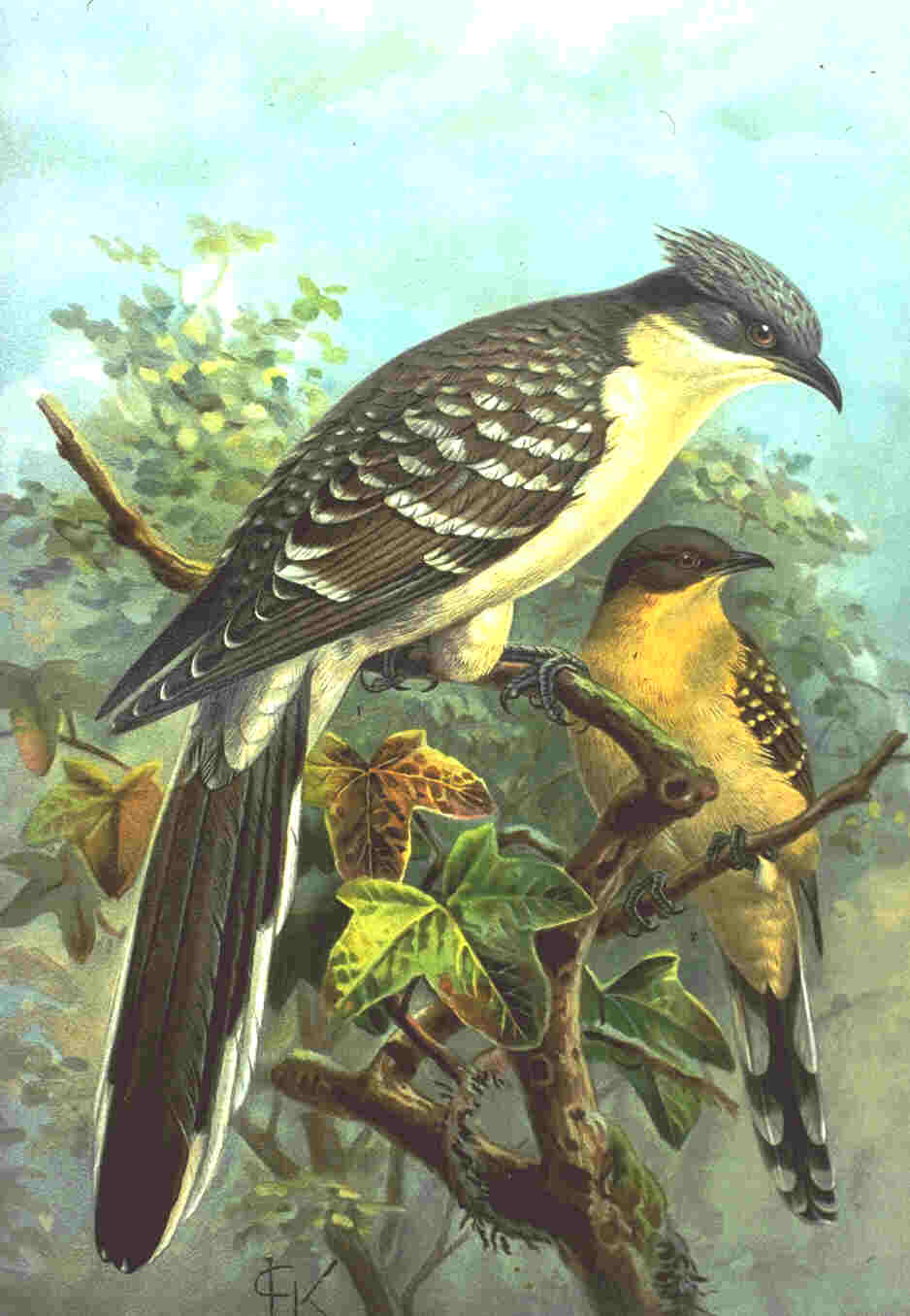
Cuculo dal ciuffo
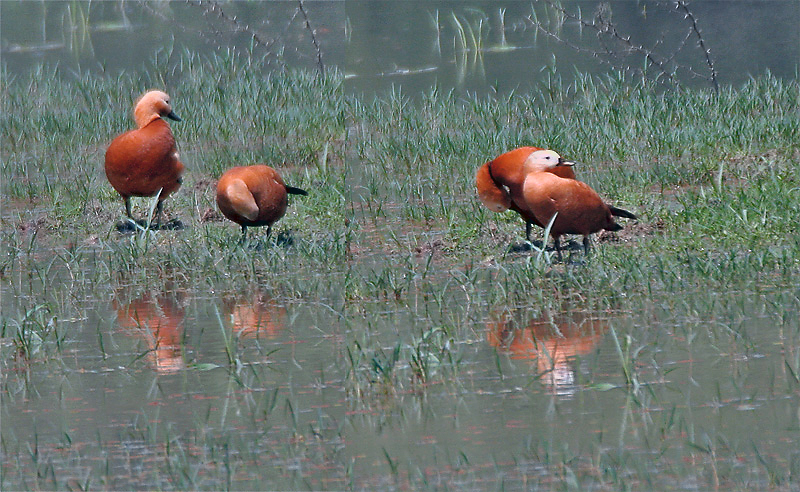
Casarca
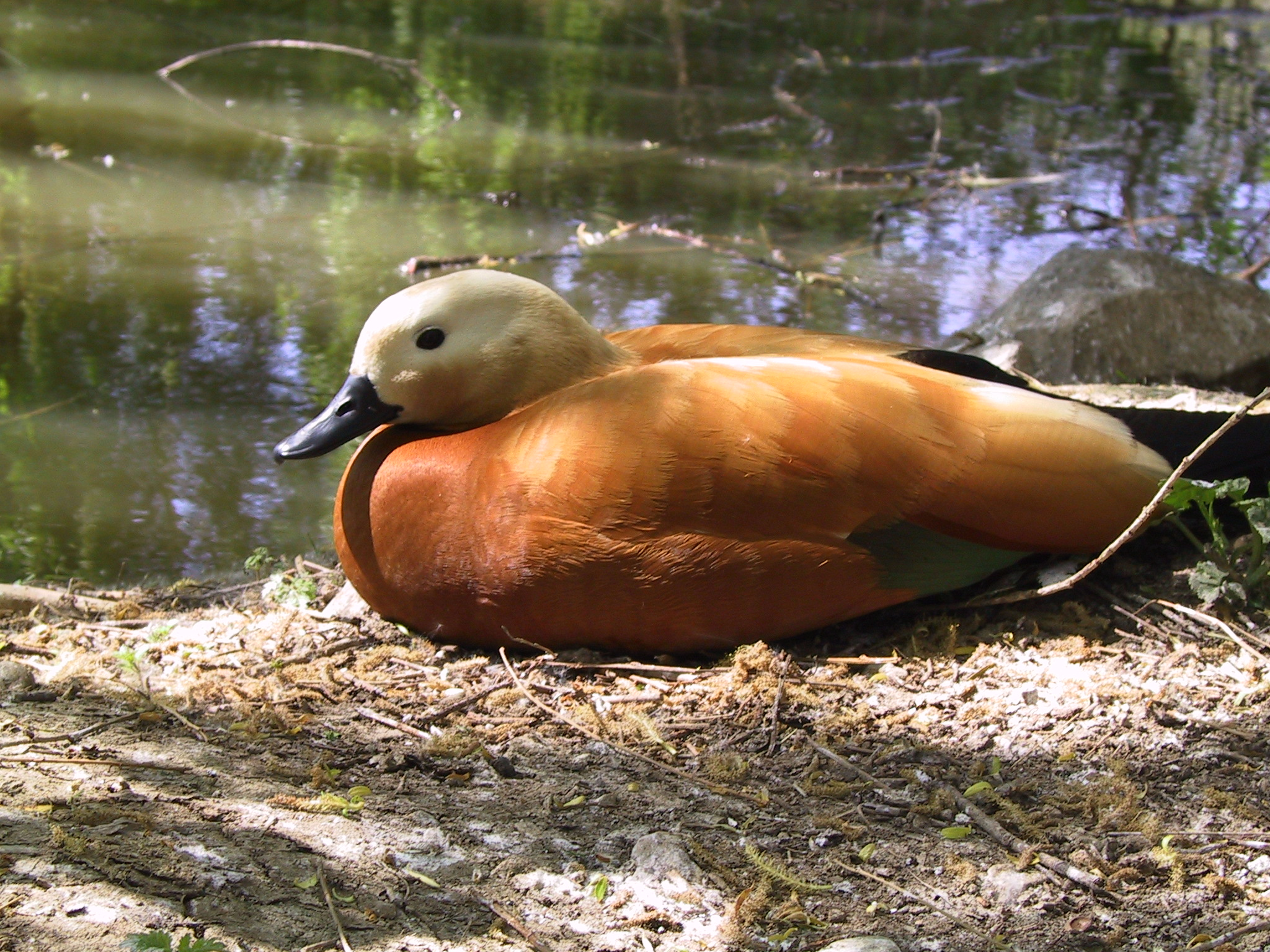
Casarca
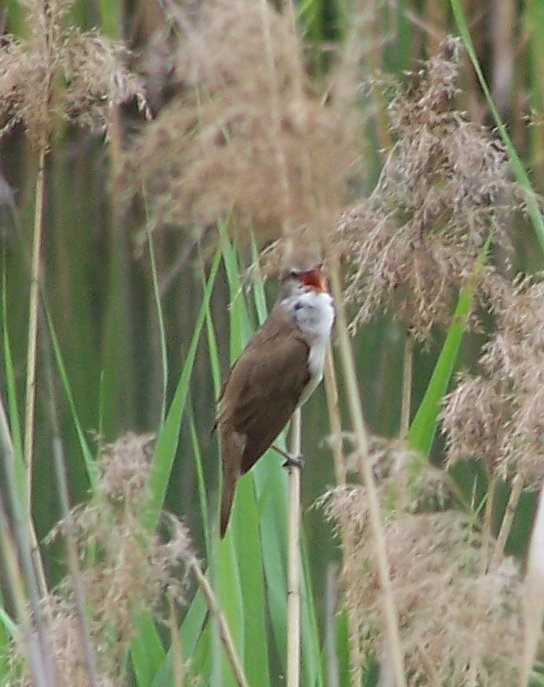
Acrocephalus scirpaceus
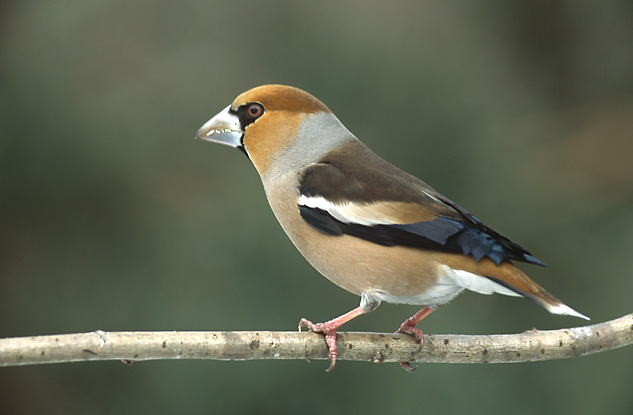
Coccothraustes coccothraustes
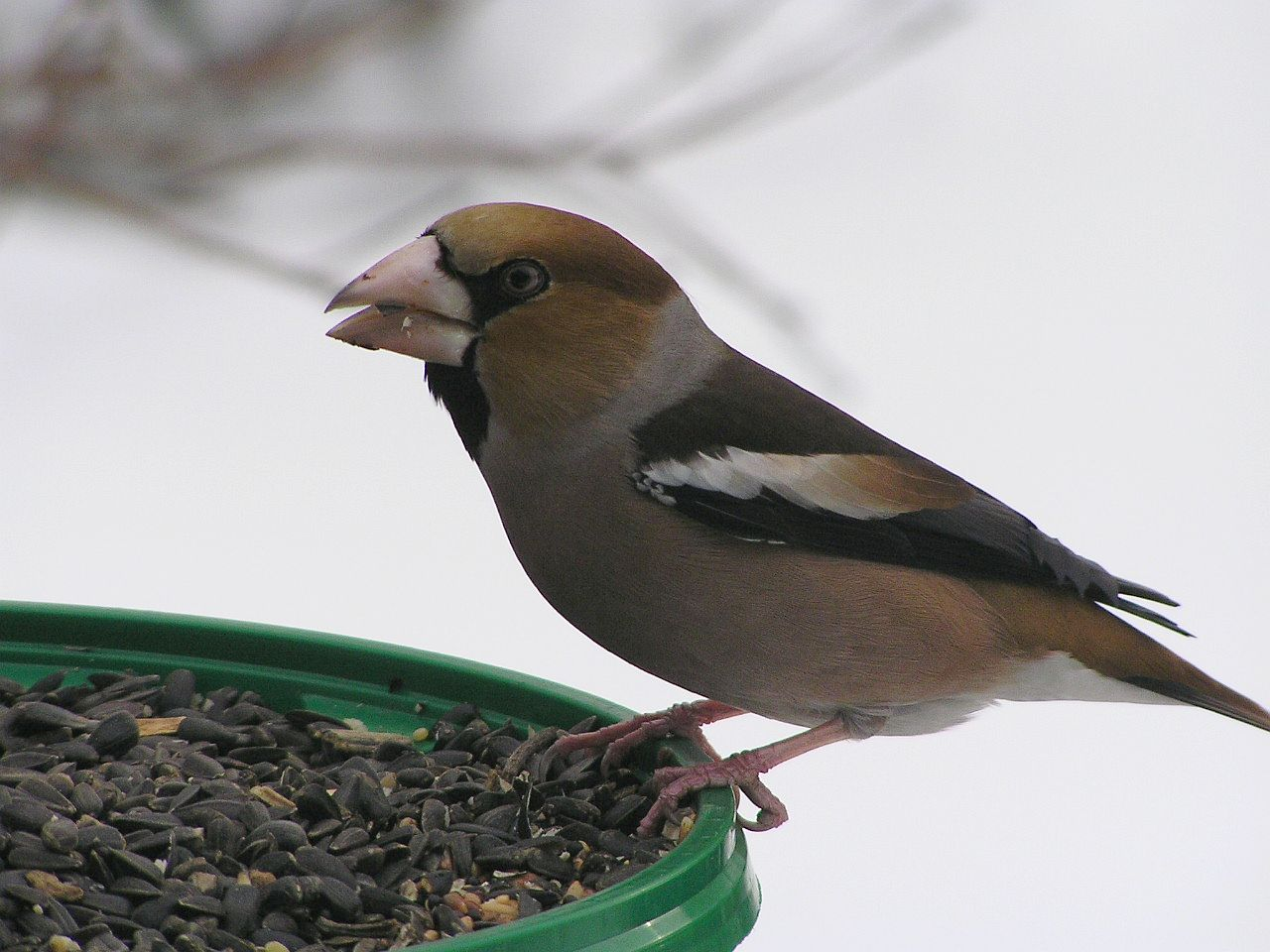
Coccothraustes coccothraustes

Data la moltitudine delle specie trattate, ad oggi, è difficile trovare un testo di ornitologia che, trattando di distribuzione avifaunistica, non citi il nome di Di Carlo o che non riporti in bibliografia uno dei suoi innumerevoli lavori.
La sua formazione professionale di medico lo portò ad interessarsi, nei suoi lavori di ricerca, anche di veterinaria e di patologia ornitica. Fu sua abitudine raccogliere e riportare anche i nomi dialettali (principalmente del centro Italia) degli uccelli, come preziosa testimonianza della tradizione contadina italiana.

### Il naturalista e l'impegno per la salvaguardia dell'ambiente
I suoi interessi nei vari campi delle scienze naturali sono testimoniati dall'appartenenza a numerose accademie e società scientifiche, tra le principali ricordiamo l'Accademia dei lincei, la Società Italiana di Biogeografia e l'Unione Zoologica Italiana.

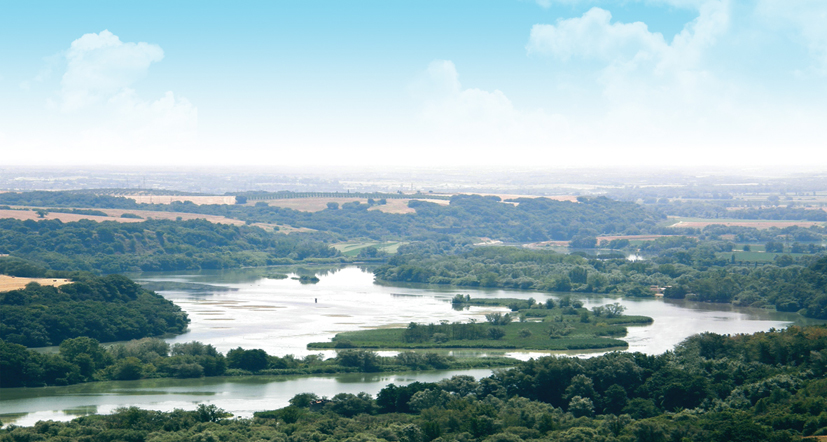
Panorama della Riserva regionale naturale di Nazzano Tevere-Farfa. Il lago di Nazzano si originò dall'ampliamento dell'alveo del Tevere in seguito alla costruzione da parte dell'Enel di una diga tra il 1953 e il 1955.

Già dagli anni '60 si trova impegnato concretamente nella protezione della natura: nel 1970, insieme ad altri naturalisti fa parte della Commissione Protezione Natura della Regione Lazio per l'individuazione dei primi biotipi di interesse naturalistico.
Si impegnò per la protezione dei laghi Reatini (lago Lungo e di Ripasottile) e del bacino idrografico della Piana Reatina dal progetto dell'Enel di creare un unico bacino per la produzione di energia idroelettrica. Nel 1985 verrà istituita la Riserva parziale naturale dei Laghi Lungo e Ripasottile nella conca reatina. Nel 1983 effettua il censimento di tutta l'avifauna presente nella riserva.
Con i suoi studi portò all'attenzione della comunità scientifica romana l'ambiente fluviale della zona Tevere-Farfa, quella che poi sarebbe diventata la prima Riserva Regionale del Lazio.
Negli interessi specifici in campo naturalistico è bene ricordare l'attenzione che riservava nei suoi studi agli alberi secolari e alla loro conservazione; così scrive riguardo all'abbattimento del famoso cerro della Cona di Retrosi (sito presso il Santuario dell'Icona Passatora), Amatrice:
(da Alle pendici della Laga, E.A. Di Carlo)
Nei suoi articoli ornitologici non mancò mai di riportare la descrizione botanica dell'habitat degli uccelli oggetto dello studio specifico.
Della flora erbacea destarono la sua attenzione le orchidee selvatiche e si deve a lui l'iniziativa della documentazione sulle orchidee della Sabina e più in generale della provincia di Rieti; frutto di questo lavoro di ricerca sul campo e di documentazione fu una mostra fotografica (1993).

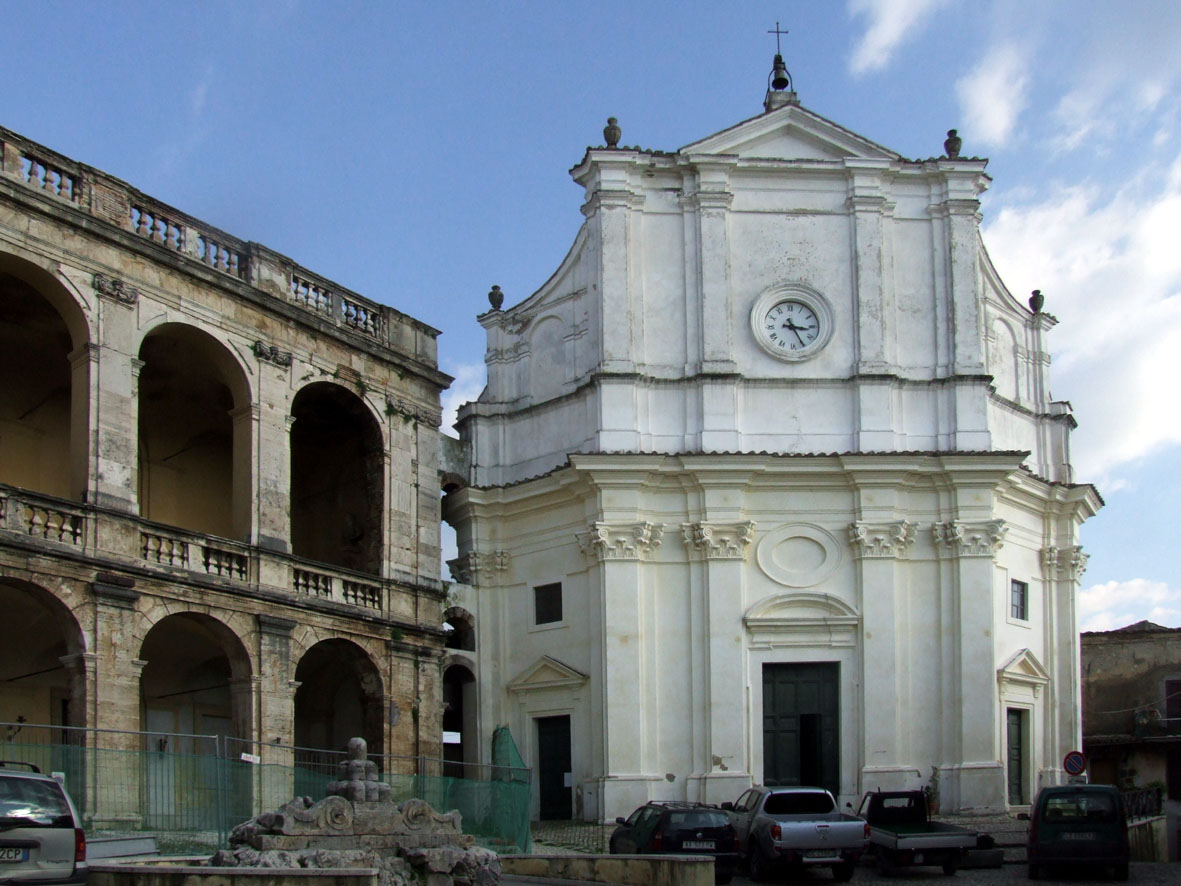
Cantalupo in Sabina, Palazzo Camuccini con a destra la chiesa di Maria Santissima Assunta in Cielo.

### Lo storico
Dalle scienze naturali alla storia locale. Amatrice, Retrosi, Cantalupo e tutta la Sabina sono i principali terreni di studio.
L'interesse per questa disciplina gli venne trasmesso dallo zio paterno Don Augusto Di Carlo, curato di Retrosi e appassionato storico.
Tra il 1989 e il 1998, completa la pubblicazione della trilogia de "I Castelli": collana di libri costituita da Il Castello di Cantalupo in Sabina, edito nel 1989; I Castelli di Forano e di Gavignano, del 1995 e per finire I Castelli della Sabina del 1998.
Nel 1992, pubblica Alle pendici della Laga rivolto alle terre che gli furono natie.
Poi le procelle, gli uragani e i colpiti dal fulmine, le carestie con uomini e bambini morti ob ingentem famem, i terremoti ricordati con un triste tempore magni terremoti (1703).»
(da Alle pendici della Laga, E.A. Di Carlo)
Questo piccolo estratto, dall'introduzione al suo libro del 1992, ci mostra in maniera sintetica ma efficace il suo modo di raccontare la storia: non solo un freddo elenco di eventi cronologici ma piuttosto un intreccio di vite vissute.
Fu presidente della locale sezione di Cantalupo in Sabina dell'Archeoclub Sabino e dell'AICS (Associazione Italiana Cultura e Sport). A partire dal 1985, promosse uno studio preliminare condotto dall'archeologo Eugenio Maria Beranger, che porterà alla stesura di una relazione finale consegnata all'Archeoclub locale. Il lavoro riguarderà, nel comune di Cantalupo in Sabina, le località di S.Adamo, S.Vito, Collicchi-S.Stefano e Tulliano (o Villa di Cicerone).
Nel 1995, collaborò per la realizzazione della mostra intitolata "l'Opera pittorica di Vincenzo Camuccini" (in occasione del 150º anniversario dalla morte dell'artista), tenutasi presso il Palazzo Camuccini in Cantalupo. Sempre riguardanti la pittura furono gli studi 
compiuti sull'artista Gerolamo Troppa di Rocchette.

## Premi e riconoscimenti
Riportati in ordine cronologico:
- Nel 1965, sotto la presidenza Saragat, quale riconoscimento per la sua dedizione nella professione di medico gli viene conferito il titolo di cavaliere del lavoro[1][13].
- Nel 1978, entra a far parte dell'Accademia Tiberina[69].
- Nel 1998, con il libro I Castelli della Sabina, ottenne il Premio della Cultura da parte del Consiglio dei Ministri[13].
- Riconoscimento di benemerenza alla memoria del Parco nazionale d'Abruzzo per le numerose collaborazioni (conferito il 26 luglio 2000)[13].
- Il 9 agosto 2002, a Retrosi, suo paese natale, si è svolta una conferenza-tributo in suo onore per ricordare la sua opera[70].
- Nel settembre 2004, a Cantalupo in Sabina, è stato organizzato un convegno per ricordare la sua figura[71].
- Nel 2008, il paese di Cantalupo in Sabina ha dedicato al suo nome una piazza[72][73] e già dal 2002 il locale Circolo Culturale Sabino AICS (del quale rivestì per lungo tempo la carica di presidente) è intitolato alla sua memoria[74].

## Opere

### Opere a carattere storico

#### Libri di storia locale (Sabina, comprensorio Monti della Laga e Centro Italia)
- Elio Augusto Di Carlo, Il Castello di Cantalupo in Sabina, 1989.
- Elio Augusto Di Carlo, Alle pendici della Laga, tra sec. VI e sec. XVII, 1992 (ristampa 2020)[61][62].
- Elio Augusto Di Carlo e Fabio Settimi, I Castelli di Forano e di Gavignano, 1995.
- Elio Augusto Di Carlo, I Castelli della Sabina: dalla caduta dell'Impero Romano all'unità d'Italia; memorie storiche, vita sociale, economica ed amministrativa tratte dagli archivi locali ed in particolare dall'archivio del castello di Cantalupo in Sabina, 1998.

#### Altre pubblicazioni a carattere storico
- Elio Augusto Di Carlo, Un ritratto di S.Giuseppe da Leonessa nella chiesa dei Cappuccini di Montefiolo (Casperia), Leonessa e il suo santo, 1971, a.VIII, n.43, pp58–60.
- Elio Augusto Di Carlo, I Cappuccini e la Congregazione "De Propaganda Fide", Leonessa e il suo santo, 142, 4, 1989.
- Elio Augusto Di Carlo, La battaglia di Cantalupo, 1989[75][76].
- Elio Augusto Di Carlo, In margine ad una commemorazione: Edward Lear's, Leonessa e il suo santo, 148, 6-9, 1990.
- Elio Augusto Di Carlo, Chiesa di S.Adamo in Cantalupo, 1993.
- Elio Augusto Di Carlo, Vincenzo Camuccini pittore neoclassico (1771-1844), mostra della sua opera pittorica in occasione del 150 anniversario della sua morte, Palazzo Camuccini, Cantalupo in Sabina, 12-27 agosto 1995[67].

### Opere a carattere ornitologico e naturalistico
Oltre centoventi lavori ornitologici furono pubblicati principalmente sulle riviste Rivista Italiana di Ornitologia e Gli Uccelli d'Italia.
Pubblicò inoltre:
- "Avifauna del comprensorio tolfetano, cerite, manziate (Lazio settentrionale)", nel quaderno n. 227 del 1971 dell'Accademia dei Lincei[79].
- "Ricerche ornitologiche sul litorale tirrenico del Lazio e Toscana", nel quaderno n. 254 del 1981 dell'Accademia dei Lincei.

#### Monografie
- Risultati di ricerche ornitologiche su Montagne d'Abruzzo (Monti della Laga), D. Rossi e E.A. Di Carlo, 1948.
- Gruppo del monte Terminillo, E.A. Di Carlo, 1958.
- Ricerche ornitologiche attraverso la Calabria e viaggi a scopo ornitologico nelle Puglie, E.A. Di Carlo, 1960.
- Gli uccelli dell'isola d'Elba, 1970 (con Edgardo Moltoni).
- Profilo eco-etologico degli uccelli del Parco nazionale d'Abruzzo, E.A. Di Carlo, 1971.[80]
- Gli uccelli del Parco nazionale d'Abruzzo, E.A. Di Carlo, 1972.
- Avifauna delle isole dell'Arcipelago Toscano. Le forme ornitiche insulari. Saggio faunistico-ecoetologico-biogeografico E. A. Di Carlo, Lavori della Società italiana di Biogeografia, Nuova Serie, 1974, 5: 845-878.
- Gli uccelli della Maiella, J. Heinze e E.A. Di Carlo, 1976.
- Indagine preliminare sulla presenza passata ed attuale dell'Aquila reale Aquila chrysaetos sugli Appennini, E.A. Di Carlo, Gli Uccelli d'Italia, 1980, 5 (6): 263-283.
- Appunti sul bacino lacustre di Leonessa, E.A. Di Carlo, Leonessa e il suo Santo, 1989/145/12-13.
- Check list degli uccelli del Lazio, Sitta, 5: 35 47, E.A. Di Carlo, 1991.
- Ornitologi e ornitologia italiana nel XX secolo, E.A. Di Carlo, 1990, Sitta, 4: 71-80.
- Gli uccelli dei Monti Sabini, Cantalupo in Sabina, 1995 (Inedito)[13].
- Atlante degli uccelli nidificanti nel Lazio (Boano et al., 1995), al quale partecipano 96 naturalisti, di cui 78 per la raccolta dei dati sul campo, coordinati da Alessandro Bardi, Aldo Boano ed Elio Augusto Di Carlo, e una quarantina per la stesura dei testi.[81]
- Aspetti della migrazione degli Uccelli attraverso il ponte delle Isole circumsiciliane[82], E.A. Di Carlo, Biogeographia – The Journal of Integrative Biogeography, 1973 (ISSN 1594-7629; DOI 10.21426/B63110049).[83]

Altri lavori riguardarono l'avifauna della Corsica, della Sardegna e delle Isole Tremiti.